# تخطيط المرونة الخثرية
تخطيط المرونة الخثرية، هي طريقة لاختبار كفاءة تخثر الدم تُستخدم بشكل رئيسي في الجراحة والتخدير، على الرغم من استخدامه بشكل متزايد في الإنعاش في أقسام الطوارئ ووحدات العناية المركزة وأجنحة المخاض والولادة. تشمل الاختبارات الأشيع لتخثر الدم وقت البروثرومبين (PT، INR) ووقت الثرومبوبلاستين الجزئي المُفعَّل (aPTT) التي تقيس وظائف عوامل التخثر، ولكن يمكن لتخطيط المرونة الخثرية تقييم وظيفة الصفائح الدموية وقوة الخثرة وانحلال الفيبرين؛ وهي أمور لا تستطيع الاختبارات آنفة الذكر تقييمها.
قياس المرونة الخثرية (TEM) الذي كان يُطلق عليه سابقًا تخطيط المرونة الخثرية الدوراني (ROTEG) أو قياس المرونة الخثرية الدوراني (ROTEM)، هو شكل آخر من تخطيط المرونة الخثرية يدور فيه عمود المستشعر بدلًا عن الكأس.

## استخدمه في العلاج
تُمثِّل القيمة R على تخطيط المرونة الخثرية الوقت الذي يستغرقه بدء تكون الخثرة، وبذلك فهي تعكي نشاط عوامل التخثر. عوامل التخثر هي في الأساس عبارة عن إنزيمات تدفع الجسم إلى تشكيل الخثرات. وبالتالي، يجب معالجة المريض الذي يُظهِر تخطيط المرونة الخثرية خاصته تطاول في زمن R بتسريب البلازما. تُمثِّل الزاوية ألفا دفقة الثرومبين وتحول الفيبرينوجين إلى الفيبرين. وبالتالي، يجب معالجة المريض الذي يُظهِر تخطيط المرونة الخثرية خاصته انخفاض في زاوية ألفا إما بإعطائه رسابة بردية أو بلازما بكميات كبيرة. يُعبِّر 80% من قيمة المدى الأقصى عن وظيفة الصفائح الدموية بينما تُعبِّر النسبة المتبقية -20%- عن الفيبرين. وبالتالي، يُعالج المريض الذي يُظهِر تخطيط المرونة الخثرية خاصته انخفاضًا في المدى الأقصى بنقل الصفائح الدموية أو باستخدام الأدوية التي تُحسِّن وظيفة الصفائح الدموية كالدسموبريسين مثلًا. يقترح ارتفاع نسبة التحلل المُقدَّرة أو ارتفاع نسبة انحلال الخثرة بعد 30 دقيقة أن المشكلة بانحلال الفيبرين، وهذا يمكن معالجته بمضادات انحلال الفيبرين كحمض الترانيكساميك أو حمض الأمينوكابرويك. أظهر أحد فحوص تخطيط المرونة الخثرية المعدّلة باستخدام منشط بلازمينوجين نسيجي (tPA) خارجي كفاءة ملحوظة في الكشف عن المخاطر التي قد تحدث في عمليات نقل الدم الضخمة لدى مرضى الرضوض.
أظهرت الدراسات السريرية التي استخدمت تخطيط المرونة الخثرية أثناء الجراحات الانتخابية (جراحات القلب والكبد) والإنعاش الطارئ تحسنًا في النتائج السريرية. في الجراحات الانتخابية، انخفضت الحاجة إلى منتجات الدم (الصفائح الدموية والبلازما) وانخفضت أيضًا فترة البقاء في غرفة العمليات ومدة دخول العناية المركزة ومعدلات النزيف، ولكن لم يتأثر معدل الوفيات. في حالات الطوارئ، انخفض معدل الوفيات مع انخفاض متزامن في الحاجة إلى الصفائح الدموية والبلازما.